# Hippocrepis constricta
Hippocrepis constricta là một loài thực vật có hoa trong họ Đậu. Loài này được Kunze miêu tả khoa học đầu tiên.